# Кенкря
Кенкря — река в Сарпинском районе Республики Калмыкия и Заветинском районе Ростовской области России. Протекает преимущественно с юго-запада на северо-восток. Впадает в реку Кара-Сал чуть ниже села Кануково. Длина реки составляет 24 км. Площадь водосборного бассейна — 151 км².

## Данные водного реестра
По данным государственного водного реестра России относится к Донскому бассейновому округу, водохозяйственный участок реки — Сал, речной подбассейн реки — Бассейн притоков Дона ниже впадения Северского Донца. Речной бассейн реки — Дон (российская часть бассейна).